# Miracle (minialbum)
Miracle (kor. 奇跡 (기적)) – drugi minialbum południowokoreańskiej grupy Golden Child, wydany 29 stycznia 2018 roku przez wytwórnię Woollim Entertainment. Ukazał się w dwóch wersjach: A i B. Płytę promował singel „It's U” (kor. 너라고 (It's U)). Sprzedał się w nakładzie 45 875 egzemplarzy w Korei Południowej (stan na kwiecień 2018 r.).

## Lista utworów
| CD | CD                                        | CD                                                | CD                      | CD                             | CD      |
| Nr | Tytuł utworu                              | Tekst                                             | Kompozycja              | Aranżacja                      | Długość |
| -- | ----------------------------------------- | ------------------------------------------------- | ----------------------- | ------------------------------ | ------- |
| 1. | „Miracle” (kor. 奇跡 (기적))              |                                                   | SWEETUNE                | SWEETUNE                       | 0:58    |
| 2. | „It's U” (kor. 너라고 (It's U))           | SWEETUNE, Lee Jang-jun, TAG                       | SWEETUNE                | SWEETUNE                       | 3:03    |
| 3. | „LADY”                                    | SWEETUNE, Lee Jang-jun, TAG                       | SWEETUNE                | SWEETUNE                       | 3:13    |
| 4. | „Crush”                                   | Keienwai, Lee Jang-jun, TAG                       | FRANTS, Daniel Kim      | FRANTS                         | 3:30    |
| 5. | „Modeun nal” (kor. 모든 날, ang. All Day) | Yeahnice, Ferdy, JayJay, Lee Jang-jun, TAG        | Yeahnice, Ferdy, JayJay | Yeahnice, Ferdy, JayJay        | 3:37    |
| 6. | „I'm Falling”                             | Razer (Strike), revel (Strike), Lee Jang-jun, TAG | Razer (Strike)          | Razer (Strike), Takey (Strike) | 3:12    |

## Notowania
| Lista                     | Pozycja |
| ------------------------- | ------- |
| Gaon Weekly Album Chart   | 3       |
| Five Music (Tajwan)       | 6       |
| Oricon Weekly Album Chart | 22      |